# Bezirk Lielvārde
Der Bezirk Lielvārde (Lielvārdes novads) war ein Bezirk in Lettland, der von 2009 bis 2021 existierte. Bei der Verwaltungsreform 2021 wurde der Bezirk aufgelöst, seine Gemeinden gehören seitdem zum Bezirk Ogre.

## Geographie
Das Bezirksgebiet lag im Zentrum des Landes nahe zur Grenze Litauens.

## Bevölkerung
Der Bezirk zählte 2009 11.466 Einwohner.

## Nachweise
1. ↑  Vides aizsardzības un reģionālās attīstības ministrija (Ministerium für Naturschutz und Regionalentwicklung), Karten und Auflistung der Verwaltungseinheiten, abgerufen am 19. Juli 2021